# Ле-Віган (округ)
Округ Ле-Віган (фр. Arrondissement du Vigan) — округ у Франції, в департаменті Гар. 2023 року округ об'єднував 74 муніципалітети, населення становило 39 166 осіб.
Адміністративний центр (супрефектура) — Ле-Віган.

## Муніципалітети
Список муніципалітетів округу та їхні коди INSEE:
1. Авез (30026)
2. Альзон (30009)
3. Арр (30016)
4. Арригас (30017)
5. Арфі (30015)
6. Без-е-Еспарон (30038)
7. Бландас (30040)
8. Брагассарг (30050)
9. Брео-Марс (30052)
10. Брузе-ле-Кіссак (30054)
11. Валь-д'Егуаль (30339)
12. Вік-ле-Феск (30349)
13. Віссек (30353)
14. Гаян (30121)
15. Дурбі (30105)
16. Дюрфор-е-Сен-Мартен-де-Соссенак (30106)
17. Егремон (30002)
18. Кампестр-е-Люк (30064)
19. Каноль-е-Аржантьєр (30065)
20. Карде (30068)
21. Карнас (30069)
22. Кассаньоль (30071)
23. Кіссак (30210)
24. Колоньяк (30087)
25. Конкерак (30093)
26. Корконн (30095)
27. Косс-Бегон (30074)
28. Кро (30099)
29. Ла-Кадьєр-е-Камбо (30058)
30. Лазаль (30140)
31. Ланюежоль (30139)
32. Ле-Віган (30350)
33. Ле-Плантьє (30198)
34. Ледіньян (30146)
35. Л'Естрешур (30108)
36. Ліук (30148)
37. Логріан-Флор'ян (30150)
38. Мандагу (30154)
39. Марюежоль-ле-Гардон (30160)
40. Мольєр-Каваяк (30170)
41. Мондардьє (30176)
42. Монобле (30172)
43. Олас (30024)
44. Омессас (30025)
45. Орту-Сериньяк-Кіян (30192)
46. Пейроль (30195)
47. Помм'є (30199)
48. Помпіньян (30200)
49. Пюешредон (30208)
50. Реван (30213)
51. Рог (30219)
52. Рокдюр (30220)
53. Савіньярг (30314)
54. Сардан (30309)
55. Сен-Бенезе (30234)
56. Сен-Брессон (30238)
57. Сен-Жан-де-Крієлон (30265)
58. Сен-Жульєн-де-ла-Неф (30272)
59. Сен-Іпполіт-дю-Фор (30263)
60. Сен-Лоран-ле-Міньє (30280)
61. Сен-Марс'яль (30283)
62. Сен-Назер-де-Гарді (30289)
63. Сен-Роман-де-Кодьєр (30296)
64. Сен-Совер-Кампріє (30297)
65. Сен-Теодорі (30300)
66. Сен-Фелікс-де-Пальєр (30252)
67. Сент-Андре-де-Мажанкуль (30229)
68. Сент-Андре-де-Вальборнь (30231)
69. Сов (30311)
70. Соман (30310)
71. Судорг (30322)
72. Сюмен (30325)
73. Трев (30332)
74. Фрессак (30119)